# GNU gettext
GNU gettext ist eine GNU-Programmbibliothek zur Internationalisierung von Software. Normalerweise wird sie zur Entwicklung von mehrsprachigen Programmen genutzt.

## Arbeitsablauf

### Programmierer

Arbeitsablauf

Zuerst wird der Quelltext so modifiziert, dass er die GNU-gettext-Funktionen aufruft. Dies wird bei den meisten Programmiersprachen durch Wrappen der Strings erreicht, die durch gettext ausgegeben werden sollen. Aus Gründen der Übersichtlichkeit ist diese Funktion ebenfalls unter dem Namen _ ansprechbar, so dass das folgende Codebeispiel (in C) von
```
printf
(
"Mein Name ist %s.
\n
"
,
 
mein_name
);

```

in
```
 
printf
(
_
(
"Mein Name ist %s.
\n
"
),
 
mein_name
);

```

geändert werden müsste. Dieses ist gleichbedeutend mit
```
 
printf
(
gettext
(
"Mein Name ist %s.
\n
"
),
 
mein_name
);

```

GNU gettext ist außer in C mittlerweile auch in C++, Objective-C, sh script, Bash script, Python, Ruby, GNU CLISP, Emacs Lisp, librep, GNU Smalltalk, Java, GNU awk, Pascal, Delphi, Gambas, wxWidgets (mit Hilfe der wxLocale-Klasse), YCP (der YaST2-Sprache), Tcl, Perl, PHP und Pike verfügbar. Die Benutzung von gettext in diesen Systemen ist dabei in der Regel sehr ähnlich derjenigen von C.
Mit xgettext werden die Quelldateien analysiert, um eine .pot-Datei (Portable Object Template) zu erzeugen, die eine Liste aller übersetzbaren Texte (Strings) enthält. Für das obige Beispiel würde der Eintrag in der .pot-Datei in etwa so aussehen:
```
#: src/name.c:36

msgid
 
"Mein Name ist %s.\n"

msgstr
 
""

```

### Übersetzer
Der Übersetzer erstellt eine .po-Datei (Portable Object) aus der Vorlage mit dem Programm msginit und erstellt anschließend die Übersetzungen. msginit initialisiert die Übersetzung, wenn man also eine englische Übersetzung erstellen möchte, müsste man msginit wie folgt aufrufen:
```
msginit --locale=en --input=name.pot

```

Dieser Aufruf würde die Datei en.po erstellen, ein Eintrag in dieser Datei würde z. B. so aussehen:
```
#: src/name.c:36

msgid
 
"Mein Name ist %s.\n"

msgstr
 
"Mein Name ist %s.\n"

```

Der Übersetzer müsste dann entweder manuell oder mit einem Werkzeug wie Poedit oder Lokalize (ehemals KBabel) die entsprechenden Texte ersetzen. Nach getaner Arbeit würde der Beispieleintrag so aussehen:
```
#: src/name.c:36

msgid
 
"Mein Name ist %s.\n"

msgstr
 
"My name is %s.\n"

```

Abschließend werden die .po-Dateien mit msgfmt in binäre .mo- (Machine Object) bzw. .gmo-Dateien (GNU Machine Object) übersetzt. Diese können nun mit dem Softwarepaket ausgeliefert werden. Damit die Bibliothek die Datei findet, wird sie nun in ein (z. B. in C mittels der Funktion bindtextdomain(name,"/usr/share/locale")) vordefiniertes Verzeichnis kopiert. Das Objekt namens name.mo (name ist die Domain, also z. B. der Name des Programmpakets, angegeben als erstes Argument von bindtextdomain()). Das Message Object liegt dann in /usr/share/locale/<Sprachkürzel>/LC_MESSAGES/name.mo.
Es empfiehlt sich häufig auch für deutsche Programmierer, die Originaltexte auf Englisch zu verfassen, ansonsten müsste ein Übersetzer sowohl Deutsch als auch die Zielsprache beherrschen. Eine alternative Strategie ist, statt ganzen Sätzen kurze Begriffe zu verwenden (z. B. „form_submit“), was zum einen den Vorteil hat, dass diese generischen „Schnipsel“ an mehreren Stellen im Code verwendet werden können, aber in der Lokalisierungsdatei nur einmal übersetzt werden müssen. Um denselben Effekt mit ganzen Sätzen zu erzielen, müssten diese Zeichen für Zeichen identisch sein, was recht fehleranfällig ist. Zum anderen lassen sich durch diese Wahrung des Kontexts sprachliche Mehrdeutigkeiten vermeiden, die vor allem bei kurzen Sätzen oder gar einzelnen Wörtern auftreten können. Möchte man beispielsweise das englische Wort „Order“ einerseits für die Sortierreihenfolge und andererseits als „Bestellen“ benutzen, hätte man bei einer eins-zu-eins Übersetzung Schwierigkeiten, wohingegen man bei der Verwendung kontextsensitiver Begriffe einmal ein „order_by“ und einmal ein „submit_order“ benutzen könnte.

### Benutzer
Der Benutzer auf einem Unix- (oder Unix-ähnlichen) System definiert die Locale mithilfe der Umgebungsvariablen LC_ALL, LC_MESSAGES bzw. LANG und LANGUAGE.
Unter Windows wird automatisch die Sprache verwendet, die unter „Region“ eingestellt ist.
Das Programm gibt die Texte in der entsprechenden Sprache aus, sofern für diese eine .mo-Datei existiert. Wenn keine passende .mo-Datei vorhanden ist, so benutzt das Programm die Sprache, in der es original geschrieben ist, in der Regel Englisch.